# راگبی جهانی
راگبی جهانی (انگلیسی: World Rugby) نهاد اداره‌کننده مسابقات راگبی در سطح جهان است.
این سازمان در سال ۱۸۸۶ تأسیس شده و مقر آن دوبلین، ایرلند است.